# Rivera de Fresnedosa
Rivera de Fresnedosa är ett vattendrag i Spanien.   Det ligger i provinsen Provincia de Cáceres och regionen Extremadura, i den centrala delen av landet, 270 km väster om huvudstaden Madrid.